# Tambov
Tambov (rusky Тамбо́в) je městem ve středním Rusku ležícím necelých 500 km jihovýchodně od Moskvy na řece Cně (povodí Volhy). Je centrem Tambovské oblasti a železničním uzlem. Bylo založeno roku 1636 jako pevnost na ochranu jihovýchodních hranic Moskevského velkoknížectví proti vpádu Tatarů. Žije zde přibližně 290 tisíc obyvatel.

## Osobnosti
- Lev Kulešov (1899–1970), ruský režisér
- Andrej Kolmogorov (1903–1987), ruský sovětský matematik
- Světlana Nagejkinová (1965), sovětská, ruská a později běloruská reprezentantka v běhu na lyžích
- Anastasia Rodionovová (1982), ruská profesionální tenistka
- Jurij Žirkov (1983), profesionální ruský fotbalový záložník
- Arina Rodionovová (1989), ruská profesionální tenistka